# Stigmoplusia paraplesia
Stigmoplusia paraplesia är en fjärilsart som beskrevs av Claude Dufay 1972. Stigmoplusia paraplesia ingår i släktet Stigmoplusia och familjen nattflyn. Inga underarter finns listade i Catalogue of Life.